# Департамент почтовых услуг Брунея

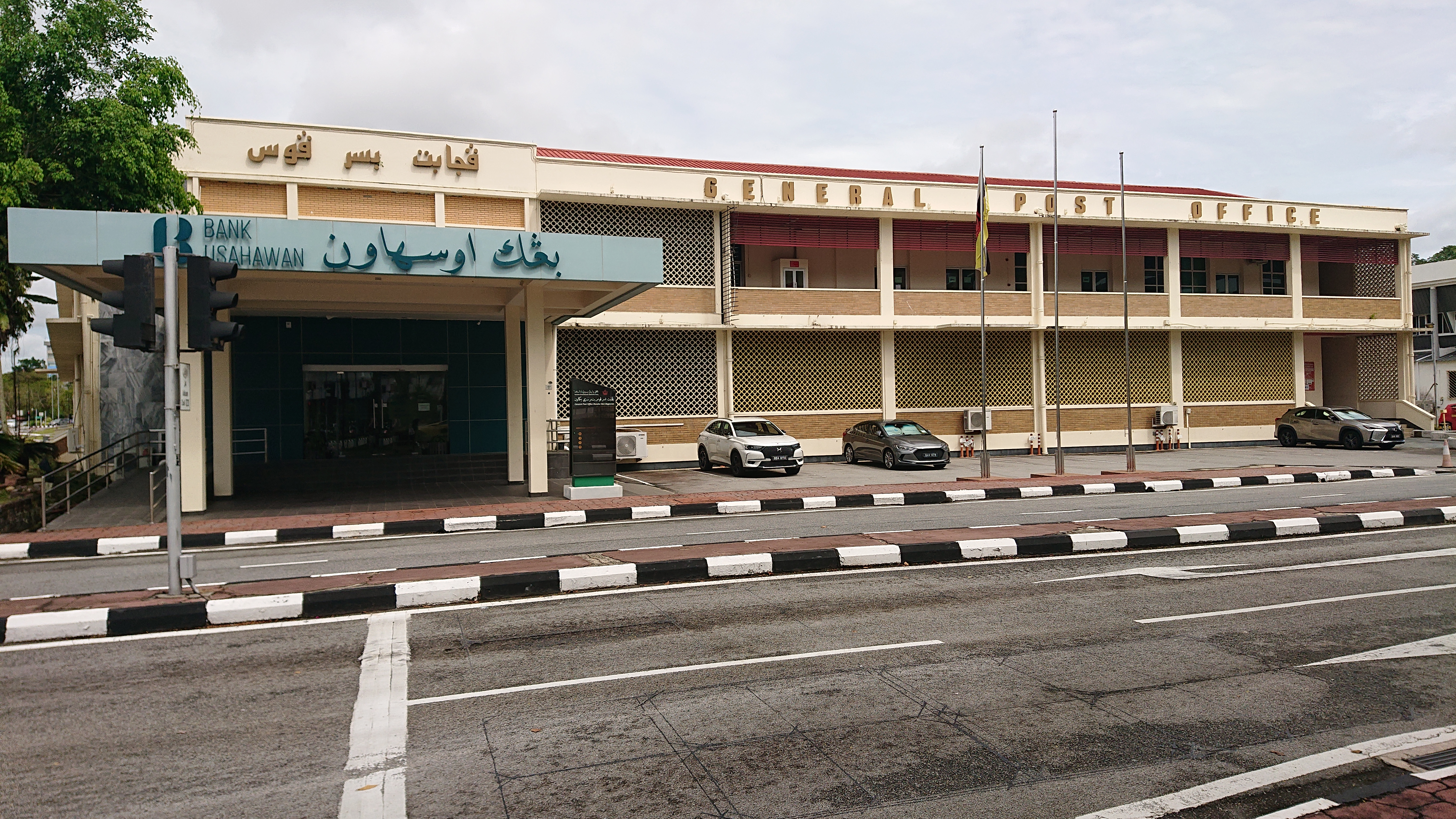
Почтамт

Департамент почтовых услуг Брунея (англ. Brunei Postal Services Department) — государственное ведомство, отвечающее за почтовую связь в Брунее. Член Всемирного почтового союза (с 15 января 1985 года).
С 1984 года департамент находится в ведении Министерства связи Брунея (англ. Brunei Ministry of Communications).
Департамент почтовых услуг Брунея возглавляет генеральный почтмейстер, у которого есть один заместитель и три помощника: по производственной части, по административно-финансовой части и по планированию и развитию бизнеса.
В штатном расписании департамента числится 367 человек, из них — 157 почтальонов (2000).
В настоящее время департамент располагает 24 почтовыми отделениями (из них: 15 в округе Бруней-Муара, пять в округе Белайт, три в округе Тутонг и один в округе Тембуронг) и двумя мини-почтами.